# Liste der Monuments historiques in Fontette
Die Liste der Monuments historiques in Fontette führt die Monuments historiques in der französischen Gemeinde Fontette auf.

## Liste der Objekte
| Bezeichnung                | Beschreibung                                    | Standort                                        | Kennzeichnung | Schutzstatus | Datum | Bild |
| -------------------------- | ----------------------------------------------- | ----------------------------------------------- | ------------- | ------------ | ----- | ---- |
| Skulptur Madonna mit Kind  | Eichenholz, 13. Jahrhundert                     | in der Kirche St-Corneille-et-St-Cyprien (Lage) | PM10000823    | Classé       | 1981  |      |
| Hauptaltar                 | Retabel; Holz, farbig gefasst, 1738             | in der Kirche St-Corneille-et-St-Cyprien (Lage) | PM10005208    | Inscrit      | 2013  |      |
| Skulptur Heiliger Joseph   | Holz, farbig gefasst, Ende des 16. Jahrhunderts | in der Kirche St-Corneille-et-St-Cyprien (Lage) | PM10003124    | Classé       | 1913  |      |
| Skulptur Heilige Katharina | Holz, farbig gefasst, Ende des 16. Jahrhunderts | in der Kirche St-Corneille-et-St-Cyprien (Lage) | PM10000822    | Classé       | 1913  |      |